# Hanret
Hanret is een dorp in de Belgische provincie Namen, en een deelgemeente van de Waalse gemeente Eghezée. Het was een zelfstandige gemeente tot het bij de fusie van 1977 toegevoegd werd aan de gemeente Eghezée.
Hanret is een landbouwdorp aan de weg van Eghezée naar Andenne. De dorpskom ligt ten zuiden van deze weg. Aan de overkant van de steenweg ligt het gehucht La Vallée dat eveneens tot de deelgemeente Hanret behoort.

## Bezienswaardigheden

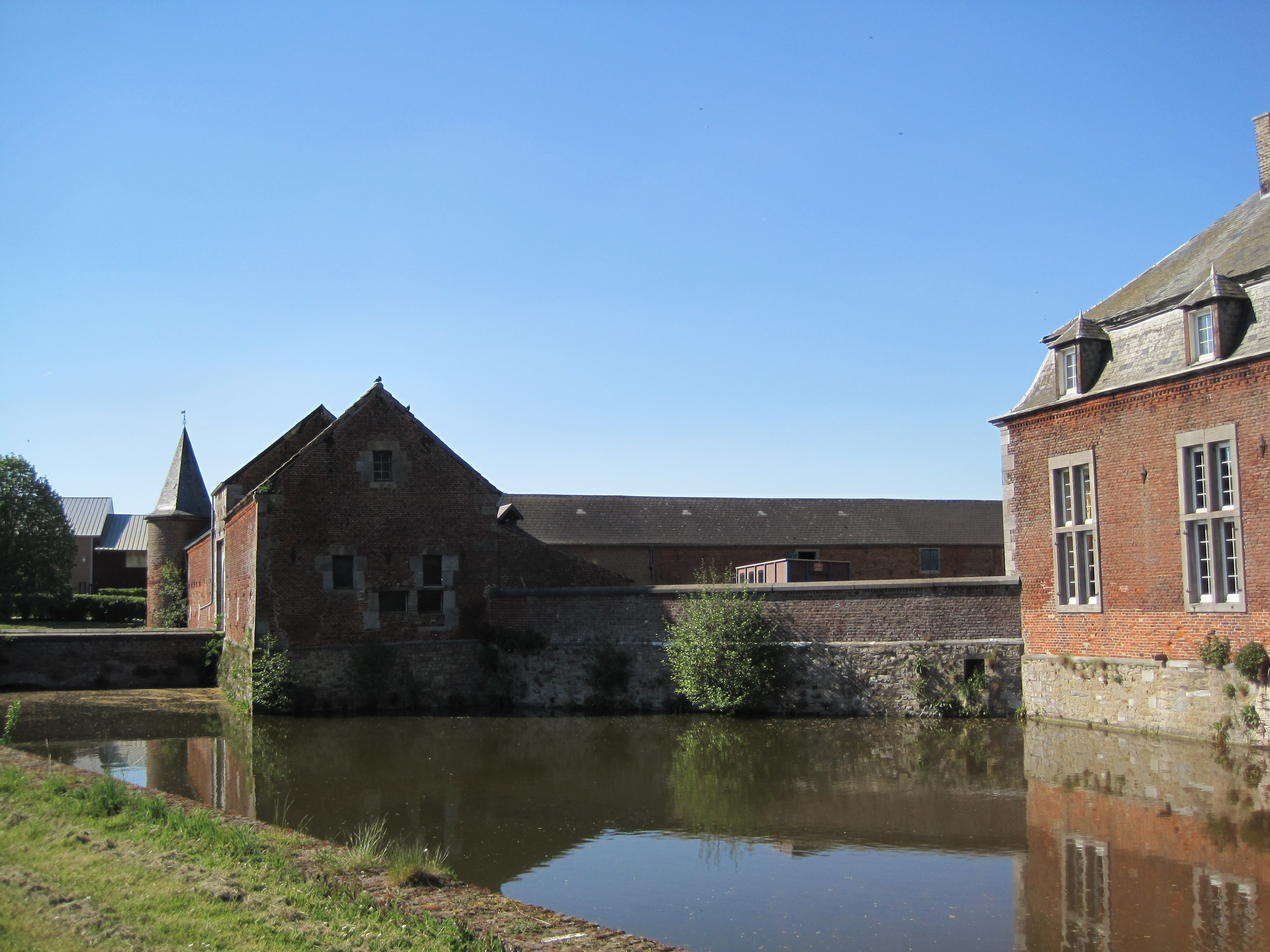
Boerderij van Montigny

- De Sint-Remigiuskerk (Église Saint-Remy) is een classicistisch kerkgebouw van 1760 met een koor van 1846. In de kerk bevindt zich een crypte. Na een zware beschadiging in 1920 werd de kerk hersteld.
- Het Château de Montigny met boerderij. Vroeger de zetel van een heerlijkheid. Beide dateren uit de 17e eeuw, zoals 1652.
- De boerderij Montjoie uit de 17e eeuw.
- De Tumulus van Hanret

## Natuur en landschap
Hanret ligt aan de Ruisseau de la Batterie. De hoogte aan de kerk bedraagt 152 meter.

## Demografische ontwikkeling
- Bronnen:NIS, Opm:1831 tot en met 1970=volkstellingen, 1976= inwoneraantal op 31 december

## Nabijgelegen kernen
Hambraine, Cortil-Wodon, Leuze, Bolinne, Hemptinne
Deelgemeenten: Aische-en-Refail · Bolinne · Boneffe · Branchon · Dhuy · Hanret · Leuze · Liernu · Longchamps · Mehaigne · Noville-sur-Mehaigne · Saint-Germain · Taviers · Upigny · Waret-la-Chaussée

Belgische gemeenten · arrondissement Namen · provincie Namen · Wallonië